# L'ultimo dei Mohicani (film 1965)
L'ultimo dei Mohicani (Uncas, el fin de una raza) è un film del 1965, diretto da Mateo Cano, basato sul romanzo L'ultimo dei Mohicani di James Fenimore Cooper.

## Trama
Nel corso delle contese dei francesi e inglesi nel territorio statunitense, il marchese Montcalm stringe d'assedio un forte, comandato dal colonnello Munro, dove avventurosamente pervengono Alice e Cora, figlie del colonnello, aiutate dal capo Chingahook dell'estinta tribù mohicana, da suo figlio Uncas e dal cacciatore Occhio di Falco. I ripetuti attacchi dei francesi inducono Munro prima a far evacuare le famiglie, quindi ad arrendersi.
Nel frattempo i fuggitivi vengono catturati da Volpe Astuta e rischierebbero il peggio se non intervenissero la loro difesa due mohicani e Occhio di Falco. Dopo il vittorioso duello con Volpe Astuta, Uncas viene ucciso a tradimento.